# August Giacomo Jochmus

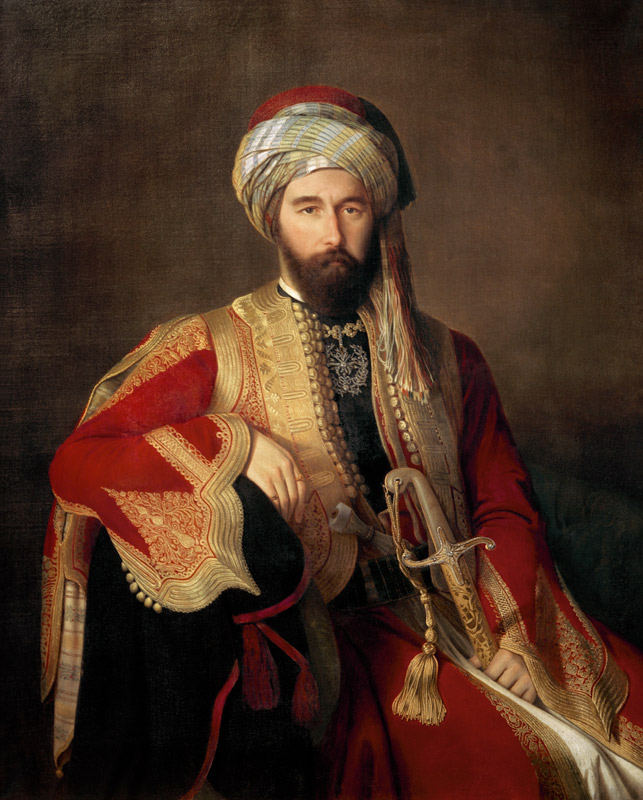
August Giacomo Jochmus.

August Giacomo Jochmus von Cotignola, född den 27 februari 1808 i Hamburg, död den 14 september 1881 i Bamberg, var en tysk friherre och militär.
Jochmus ägnade sig först åt handel, men gav sig 1827 som filhellen i grekisk tjänst, där han blev kapten. År 1835 ingick han i den främlingslegion, som England sände till drottning Isabellas hjälp. I Spanien avancerade han (1837) till brigadgeneral och generalstabschef vid kantabriska armén. Åren 1840–1841 deltog han i syriska kriget, först som generalstabschef vid den förenade turkisk-engelsk-österrikiska hären, sedan som överbefälhavare för den turkiska operationsarmén. Jochmus beklädde därefter en tjänst inom turkiska krigsministeriet, men återvände efter marsrevolutionens utbrott i Tyskland 1848 till sitt hemland. Från maj till december 1849 var han utrikes- och marinminister i riksföreståndaren ärkehertig Johans riksministär. År 1859 utnämndes han till österrikisk fältmarskalklöjtnant och 1860 till friherre von Cotignola. Jochmus författade bland annat Der syrische Krieg und der Verfall des Osmanenreichs seit 1840 (1856). Hans Gesammelte Schriften utgavs av Georg Martin Thomas (4 band, 1883–1884).